# Montarlot-lès-Rioz
Montarlot-lès-Rioz és un municipi francès situat al departament de l'Alt Saona i a la regió de Borgonya - Franc Comtat. L'any 2007 tenia 264 habitants.

## Demografia

### Població
El 2007 la població de fet de Montarlot-lès-Rioz era de 264 persones. Hi havia 84 famílies, de les quals 8 eren unipersonals (4 homes vivint sols i 4 dones vivint soles), 21 parelles sense fills, 51 parelles amb fills i 4 famílies monoparentals amb fills.
La població ha evolucionat segons el següent gràfic:
Habitants censats

### Habitatges
El 2007 hi havia 106 habitatges, 89 eren l'habitatge principal de la família, 11 eren segones residències i 6 estaven desocupats. 98 eren cases i 6 eren apartaments. Dels 89 habitatges principals, 76 estaven ocupats pels seus propietaris, 9 estaven llogats i ocupats pels llogaters i 4 estaven cedits a títol gratuït; 9 tenien tres cambres, 13 en tenien quatre i 67 en tenien cinc o més. 77 habitatges disposaven pel capbaix d'una plaça de pàrquing. A 21 habitatges hi havia un automòbil i a 60 n'hi havia dos o més.

### Piràmide de població
La piràmide de població per edats i sexe el 2009 era:
| Homes | Edats   | Dones |
| ----- | ------- | ----- |
| 0     | 95 o +  | 0     |
| 0     | 90 a 94 | 0     |
| 0     | 85 a 89 | 4     |
| 0     | 80 a 84 | 0     |
| 0     | 75 a 79 | 0     |
| 12    | 70 a 74 | 8     |
| 0     | 65 a 69 | 4     |
| 4     | 60 a 64 | 4     |
| 4     | 55 a 59 | 0     |
| 16    | 50 a 54 | 8     |
| 4     | 45 a 49 | 16    |
| 0     | 40 a 44 | 0     |
| 12    | 35 a 39 | 12    |
| 4     | 30 a 34 | 8     |
| 0     | 25 a 29 | 0     |
| 0     | 20 a 24 | 12    |
| 4     | 15 a 19 | 4     |
| 12    | 10 a 14 | 0     |
| 8     | 5 a 9   | 8     |
| 0     | 0 a 4   | 8     |

## Economia
El 2007 la població en edat de treballar era de 170 persones, 132 eren actives i 38 eren inactives. De les 132 persones actives 125 estaven ocupades (66 homes i 59 dones) i 6 estaven aturades (4 homes i 2 dones). De les 38 persones inactives 13 estaven jubilades, 14 estaven estudiant i 11 estaven classificades com a «altres inactius».

### Ingressos
El 2009 a Montarlot-lès-Rioz hi havia 93 unitats fiscals que integraven 273 persones, la mediana anual d'ingressos fiscals per persona era de 17.627 €.

### Activitats econòmiques
Dels 6 establiments que hi havia el 2007, 1 era d'una empresa de fabricació d'altres productes industrials, 3 d'empreses de construcció i 2 d'empreses de serveis.
Dels 3 establiments de servei als particulars que hi havia el 2009, 1 era un paleta, 1 lampisteria i 1 electricista.
L'any 2000 a Montarlot-lès-Rioz hi havia 11 explotacions agrícoles que ocupaven un total de 201 hectàrees.

## Poblacions més properes
El següent diagrama mostra les poblacions més properes.